# Mława Miasto
Mława Miasto – przystanek kolejowy położony w bliskiej odległości od centrum miasta Mława, w województwie mazowieckim, w Polsce.

## Krótki opis
Według klasyfikacji PKP ma kategorię dworca lokalnego. Znajdują się tu 2 perony. Na stacji zatrzymują się pociągi osobowe Kolei Mazowieckich oraz dalekobieżne spółki PKP Intercity w okresie (15.12.2024–30.08.2025). Po modernizacji linii, perony przeniesiono bliżej Osiedla Książąt Mazowieckich. Do stacji można dojechać autobusem Mławskiej komunikacji miejskiej linią nr 4, wysiadając na przystanku „Aleja Świętego Wojciecha” przy stanowisku 1. Obok przystanku znajduje się Galeria Handlowa "Stacja Mława" z dworcem zintegrowanym. W pobliżu znajduje się dworzec autobusowy, z którego kursują autobusy m.in. do: Dzierzgowa, Gdańska, Lipowca Kościelnego, Olsztyna, Pragi Czeskiej, Radzanowa, Strzegowa, Szreńska, Warszawy czy Żuromina.

## Historia
Przystanek powstał pomiędzy 1985 a 1986 rokiem. W ramach projektu ,,Rządowy program budowy lub modernizacji przystanków kolejowych na lata 2021–2025", przystanek w 2023 został zmodernizowany, perony zostały wydłużone do 400 metrów.

## Ruch pasażerski[4]
| Rok  | Wymiana pasażerska na dobę |
| ---- | -------------------------- |
| 2017 | 200-299                    |
| 2018 | 200-299                    |
| 2019 | 200-299                    |
| 2020 | 150-199                    |
| 2021 | 150-199                    |
| 2022 | 300-499                    |
| 2023 | 300-499                    |
| 2024 | 300-499                    |

## Bezpośrednie połączenia
- Ciechanów;
- Działdowo;
- Legionowo;
- Modlin;
- Mława;
- Nasielsk;
- Nowy Dwór Mazowiecki;
- Radom Główny;
- Warka;
- Warszawa Gdańska;
- Warszawa Zachodnia peron 9.

### Połączenia sezonowe
- Gdynia Główna, pociąg ,,Słoneczny" oraz ,,Słoneczny BIS" Kolei Mazowieckich;
- Ustka, pociąg ,,Słoneczny" Kolei Mazowieckich;
- Warszawa Centralna, pociąg ,,Słoneczny" oraz ,,Słoneczny BIS" Kolei Mazowieckich;
- Warszawa Wschodnia, pociąg ,,Słoneczny" oraz ,,Słoneczny BIS" Kolei Mazowieckich.

### Dawne połączenia codzienne
- Góra Kalwaria – KM;
- Grodzisk Mazowiecki - KM;
- Nidzica – PKP PR;
- Olsztyn Główny - PKP PR;
- Olsztynek - PKP PR;
- Warszawa Centralna - KM, PKP PR;
- Warszawa Wschodnia - KM, PKP PR.